# Комплекс з виробництва добрив у Аннабі
Комплекс з виробництва добрив у Аннабі – підприємство хімічної промисловості, яке працює на північному сході Алжиру. 
Завод почав свою роботу в 1972-му на основі переробки фосфоритної сировини, що надходила до Аннаби залізницею з копальні Кеф-Есснун. Станом на першу половину 1980-х тут щорічно могли продукувати 180 тисяч тон фосфорної кислоти (отримують обробкою фосфоритів сульфатною кислотою), 200 тисяч тон потрійного суперфосфату (результат обробки фосфоритів фосфорною кислотою), 125 тисяч тон діамонійфосфату (продукт реакції фосфорної кислоти та аміаку) та 150 тисяч тон азотнофосфорнокалійного добрива (NPK, потребує діамонійфосфату та калійної сировини). Крім того, в 1980-му запустили лінію річною потужністю 40 тисяч тон трифосфату натрію, одним з компонентів для виробництва якого є все та ж фосфорна кислота. Станом на 1985 рік напрямок фосфорних добрив зміг досягнути фактичного показника на рівні 85% проектної потужності, проте в подальшому цей показник знизився. 
Сульфатна кислота, аміак та хлорид калію первісно були привозними. Калієву сировину довелось і в подальшому придбавати, проте майданчик доповнили потужностями з випуску двох інших видів сировини. Так, в Аннабі запустиди виробництво сульфатної кислоти потужністю 540 тисяч тон на рік (це сталось не раніше 1980-го та не пізніше 1984-го). Лінія аміаку добовою потужністю 1000 тон досягнула будівельної готовності вже в 1981-му, проте її прийняття в експлуатацію припало лише на 1987 рік. Для продукування аміаку використовують природний газ, який з 1982-го надходить до регіону по трубопроводу Рамдан-Джамаль – Аннаба.
На основі аміаку також виник ще один напрямок діяльності комплексу – виробництво азотних добрив. Ще в 1979-му досягнули будівельної готовності дві лінії нітратної кислоти (сировиною виступає аміак) потужністю по 400 тон на добу та дві лінії нітрату амонію (отримують реакцією нітратної кислоти та все того ж аміаку) потужністю по 500 тон на добу. Втім, фактичне введення цього комплексу в експлуатацію також затрималось та припало на 1984 рік. До переліку азотних добрив комплексу в якийсь момент також увійшов нітрат амонію сечовини (процес потребує привізної сечовини).
Наразі річна потужність комплексу рахується як:
- по напівфабрикатах – 495 тисяч тон сульфатної кислоти, 165 тисяч тон фосфорної кислоти, 300 – 330 тисяч тон аміаку, 264 тисячі тон нітратної кислоти на рік;
- по товарній продукції – 240 тисяч тон одинарного суперфосфату (продукт обробки фосфоритів сульфатною кислотою), 550 тисяч тон NPK, 330 тисяч тон аміачної селітри та 240 тисяч тон нітрату амонію сечовини.
В 2019-му унаслідок вибуху вийшло з ладу виробництво аміаку, яке вдалось знову ввести в експлуатацію лише в 2021-му. 
Надлишкове тепло технологічних процесів використовують для жвилення власної електростанції підприємства з двома паровими турбінами потужністю 18 МВт та 10 МВт.